# Quedenfeldtia moerens
Quedenfeldtia moerens — вид геконоподібних ящірок родини Sphaerodactylidae. Ендемік Марокко.

## Поширення і екологія
Quedenfeldtia moerens мешкають в горах Високого Атласу і Антиатласу на заході Марокко, зокрема на схилах гір Джебель-Сагхо і Джебель-Уаркзіз, можливо, також на півночі Західної Сахари. Вони живуть серед скель і валунів, часто поряд з джерелами води, на висоті до 4000 м над рівнем моря. В тріщинах серед скель самиці відкладають 2-3 кладки по одному яйцю.